# Херман IV фон Хесен
Херман IV фон Хесен (на немски: Hermann von Hessen, „der Friedsame“ „pacificus“; * 1450; † 19 октомври 1508, Попелсдорф, днес част от Бон) е от 1480 до 1508 г. като Херман IV архиепископ на Курфюрство Кьолн и като Херман I от 1498 до 1508 г. също княжески епископ на Падерборн.

## Живот
Той е третият син на Лудвиг I (1402 – 1458) от Дом Хесен, ландграф на Хесен, и съпругата му Анна Саксонска (1420 – 1462), дъщеря на курфюрст Фридрих I от Саксония (1370 – 1428) и Катарина фон Брауншвайг-Люнебург (1395 – 1442).
Херман започва духовническа кариера. През 1462 г. следва в университета в Кьолн, следва и в Карловия университет в Прага. През 1473 г. е избран за администратор на архиепископство Кьолн. Като такъв той организира през 1474/75 г. защитата на град Нойс, когато е обсаден една година от бургундския херцог Шарл Дръзки. Император Фридрих III го прави през ноември 1475 г. манастирски губернатор.
На 11 август 1480 г. Херман фон Хесен е избран за архиепископ на Курфюрство Кьолн. На 7 март 1498 г. той е избран и за княз-епископ на Падерборн, с подкрепата на римско-немския крал и по-късен император Максимилиан I и на папа Александър VI.
Той провежда редовно лично литургията, строи там църква през 1506 и между 1501 и 1507 г. През 1503 г. в Падерборн избухва чумата, а през 1506 г. голям пожар, при който изгарят 300 къщи.
Херман фон Хесен умира на 19 октомври 1508 г. и по негово желание е погребан в Кьолнската катедрала в обикновен нисък гроб. Сърцето му е погребано пред олтара в дворцовата църква Св. Мария от Ангелите в Брюл (в Рейнланд).
Като млад Херман фон Хесен има двама сина, единият става още, когато е жив, декан в църквата Ст. Мария ад Градус в Кьолн.
- Херман фон Хесен, ок. 1500 г.
- Илюстровано евангелие на Херман